# Sericostomatidae
Sericostomatidae – rodzina owadów wodnych z rzędu chruścików (Insecta: Trichoptera). W Polsce występują 4 gatunki z 3 rodzajów. W rzekach nizinnych często spotkać można larwy Notidobia ciliaris, z kolei w rzekach i potokach górskich występuje Oecismus monedula. W źródłach nizinnych i strumieniach licznie spotykane są larwy z rodzaju Sericostoma. Larwy budują przenośne domki, cylindryczne, lekko zakrzywione, zbudowane z piasku zespolonego jedwabną przędzą.